# Aizanville
Aizanville ist eine französische Gemeinde mit 27 Einwohnern (Stand 1. Januar 2022) im Département Haute-Marne in der Region Grand Est. Sie gehört zum Arrondissement Chaumont und zum Kanton Châteauvillain. Zudem ist die Gemeinde Teil des 2003 gegründeten Gemeindeverbands Les Trois Forêts. Die Einwohner werden Aizanvillois(es) genannt.

## Lage
Aizanville liegt am Fluss Aujon rund 64 Kilometer ostsüdöstlich von Troyes und 18 Kilometer westlich der Kleinstadt Chaumont im Westen des Départements Haute-Marne. Die Gemeinde besteht aus dem Dorf Aizanville und dem Weiler Saint-Libère.
Nachbargemeinden sind Maranville im Norden, Vaudrémont im Nordosten und Osten, Braux-le-Châtel im Südosten, Orges im Süden und Cirfontaines-en-Azois im Westen.

## Geschichte
Aizanville wurde im 12. Jahrhundert als Lehen der Priorei Laferté-sur-Aube gegründet und unterstand den Grafen von Bar-sur-Aube. Die Gemeinde gehörte von 1793 bis 1801 zum Distrikt Chaumont. Seit 1801 ist sie Teil des Arrondissements Chaumont. Seit 1801 liegt die Gemeinde innerhalb des Kantons Châteauvillain.

## Bevölkerungsentwicklung
| Jahr                       | 1962 | 1968 | 1975 | 1982 | 1990 | 1999 | 2007 | 2019 |
| Einwohner                  | 52   | 55   | 39   | 37   | 35   | 25   | 25   | 34   |
| Quellen: Cassini und INSEE |      |      |      |      |      |      |      |      |

## Sehenswürdigkeiten
- Schloss Château d’Aizanville
- Dorfkirche Saint-Nicolas aus dem 19. Jahrhundert[1]
- Gedenkplatte für den Gefallenen[2]